# Saludo romano

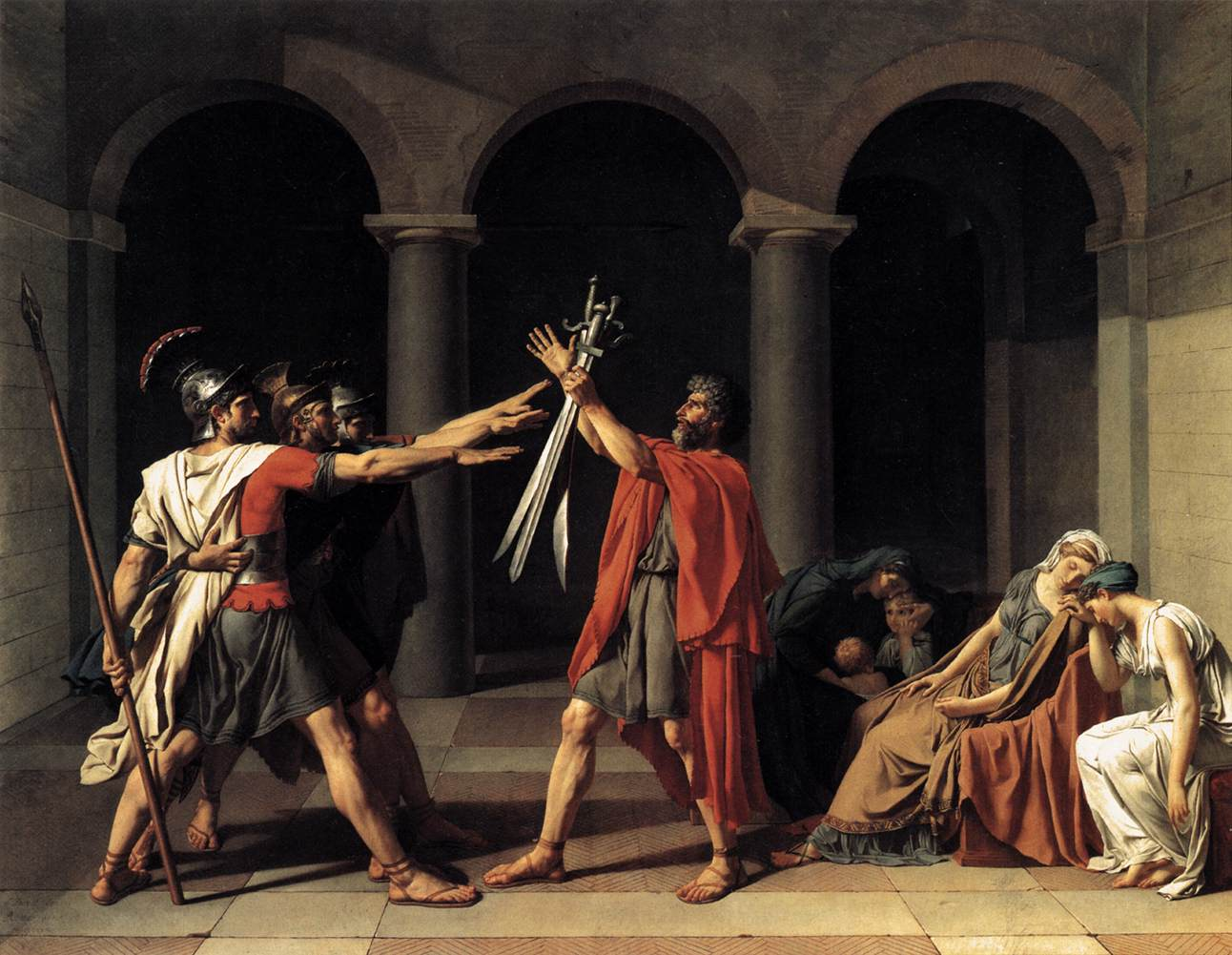
En la pintura Juramento de los Horacios se representa el saludo romano, con el brazo extendido y la palma hacia abajo.

El saludo romano es un gesto en el que el brazo derecho está completamente extendido, mirando hacia adelante, con la palma hacia abajo y los dedos tocándose. En algunas versiones, el brazo se levanta hacia arriba en un ángulo; en otras, se extiende paralelo al suelo. En la época contemporánea, el primero se considera comúnmente un símbolo del fascismo. Según una leyenda apócrifa, el gesto fascista se basaba en un saludo tradicional que supuestamente se usaba en la antigua Roma. Sin embargo, ningún texto romano describe tal gesto, y las obras de arte romanas que muestran gestos de saludo tienen poca semejanza con el saludo "romano" moderno.
El gesto, que tiene su origen en la pintura Juramento de los Horacios (1784) de Jacques-Louis David, desarrolló rápidamente una asociación históricamente inexacta con la cultura republicana e imperial romana. El gesto y su identificación con la cultura romana se desarrollaron aún más en otras obras de arte neoclásicas. En los Estados Unidos, Francis Bellamy creó en 1892 un saludo similar para el Juramento de Lealtad conocido como el saludo Bellamy. El gesto se desarrolló aún más en la cultura popular durante finales del siglo XIX y principios del XX en obras de teatro y películas que retrataban el saludo como una antigua costumbre romana. Estas incluyeron la película italiana de 1914 Cabiria, cuyos intertítulos fueron escritos por el poeta nacionalista Gabriele d'Annunzio. En 1919, d'Annunzio adoptó el saludo representado cinematográficamente como un ritual neoimperial cuando dirigió la ocupación de Fiume.
Gracias a la influencia de D'Annunzio, el gesto pronto pasó a formar parte del repertorio simbólico del naciente movimiento fascista italiano. En 1923, el saludo fue adoptado gradualmente por el régimen fascista italiano. Luego, se lo adoptó como saludo nazi y se lo hizo obligatorio dentro del Partido Nazi en 1926. Ganó prominencia nacional en el estado alemán cuando los nazis tomaron el poder en 1933. También fue adoptado por otros movimientos fascistas, de extrema derecha y ultranacionalistas.
Desde el final de la Segunda Guerra Mundial, mostrar la variante nazi del saludo ha sido un delito penal en Alemania, Austria, Chequia, Eslovaquia y Polonia. Las restricciones legales sobre su uso en Italia son más matizadas y su uso allí ha generado controversia. El gesto y sus variaciones continúan utilizándose en contextos neofascistas, neonazis y falangistas.

## Historia

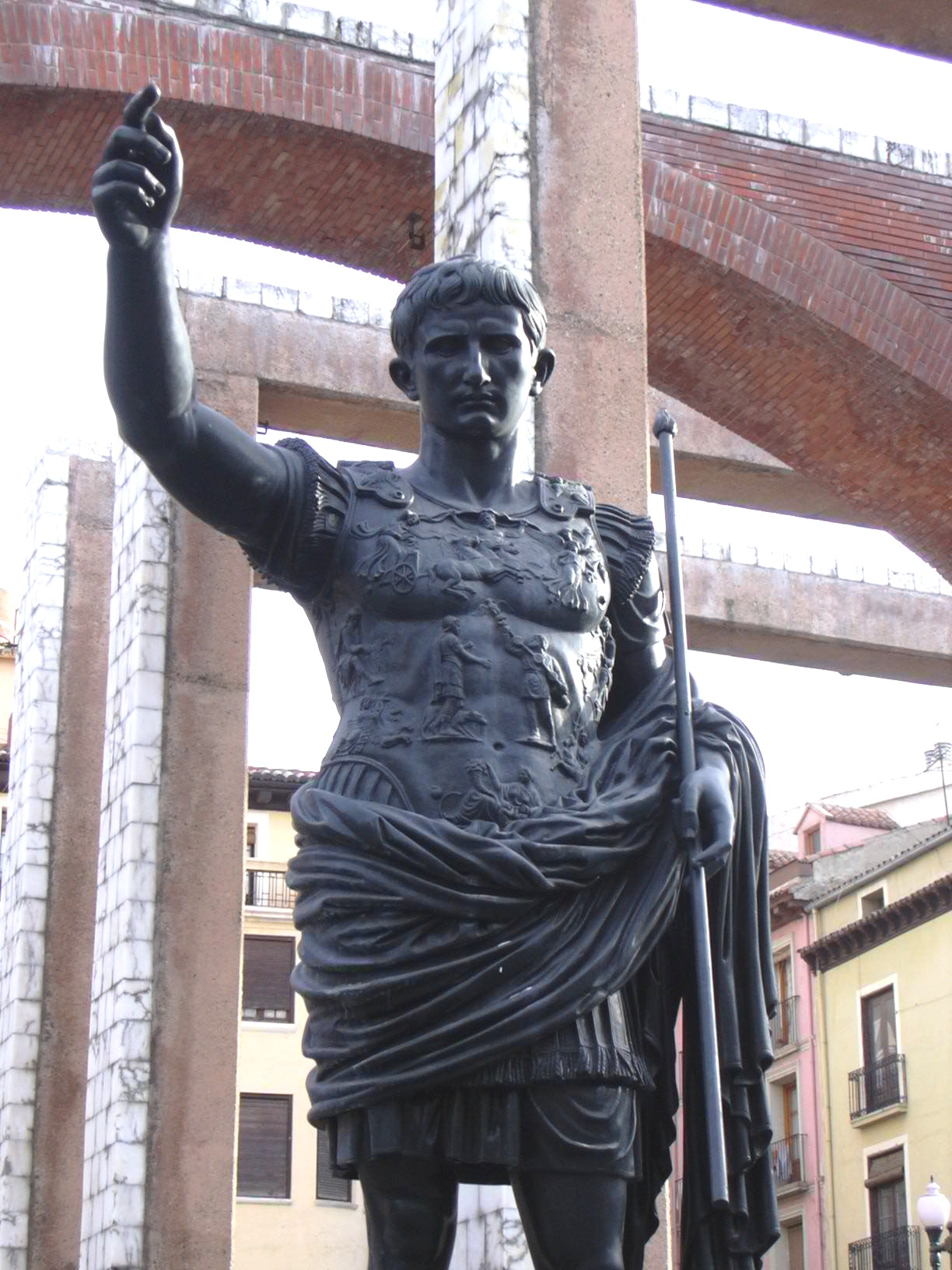
Estatua de Augusto, vestido de soldado con toga de civil hace gesto de paz.

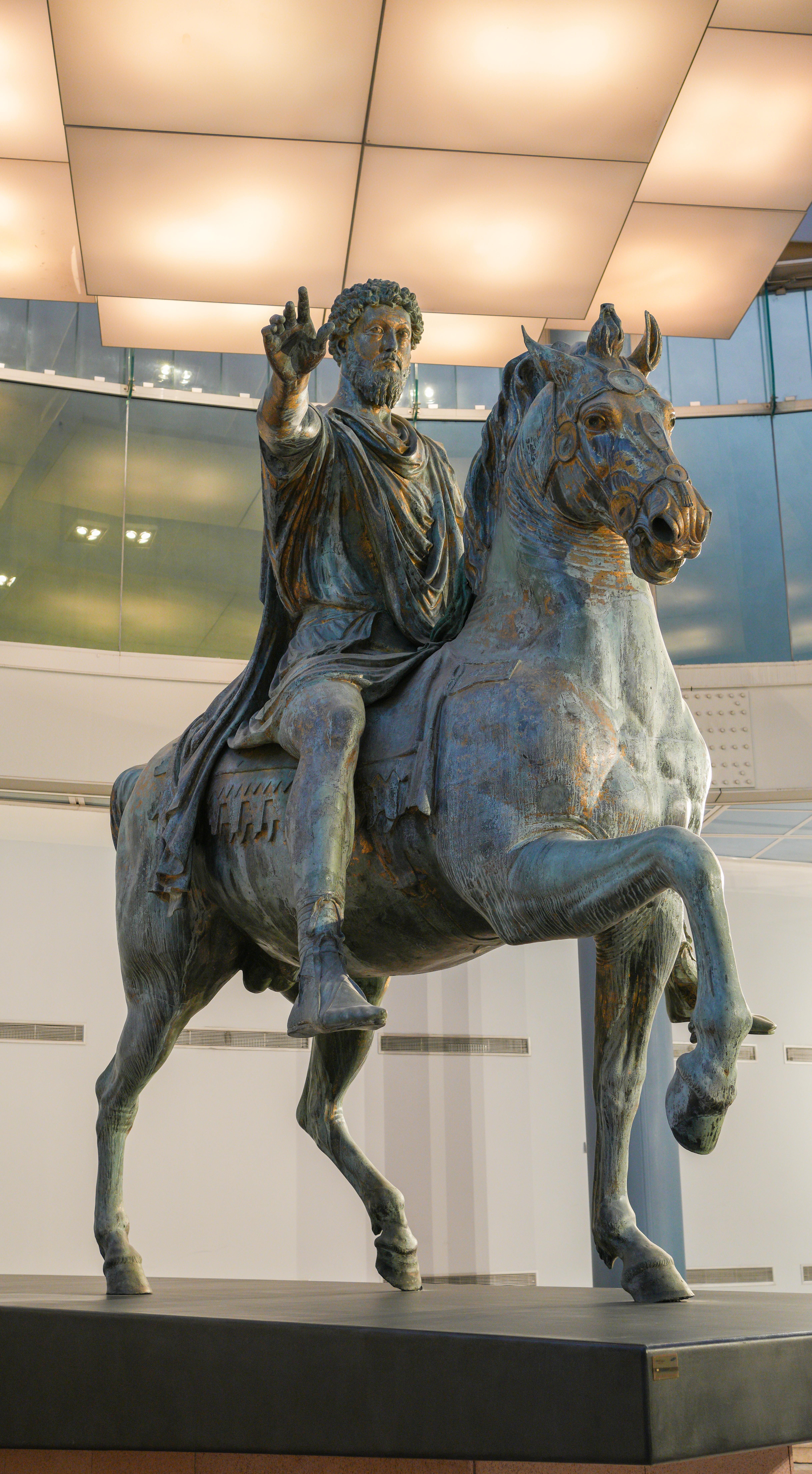
Estatua del Emperador Marco Aurelio.

El gesto moderno consiste en extender rígidamente el brazo derecho hacia delante y levantarlo aproximadamente 135 grados desde el eje vertical del cuerpo, con la palma de la mano hacia abajo y los dedos estirados y tocándose entre sí. Según las percepciones comunes, este saludo se basaba en una antigua costumbre romana. Sin embargo, esta descripción no se encuentra en la literatura romana y nunca es mencionada por los historiadores romanos antiguos. El gesto del brazo o la mano derecha levantados en la cultura romana y otras culturas antiguas que existe en la literatura y el arte sobrevivientes generalmente tenía una función significativamente diferente y nunca es idéntico al saludo moderno con el brazo estirado.
En la Columna de Trajano, en Roma, aparecen diversos ejemplos que han sido aducidos como testimonios del «saludo romano», en relieves donde se muestra legionarios saludando al emperador, así como en las estatuas de algunos emperadores como Augusto, o en la estatua ecuestre de Marco Aurelio. También existe un relieve del siglo II d. C. hallado cerca de Éfeso donde aparece este saludo en la ilustración de los funerales de un oficial militar, siendo posible ver a manera de saludo brazos extendidos adelante, con la palma de la mano abierta y hacia el suelo, en un ángulo de 45 grados. En todos los casos resulta incierto que tal gesto existiese como una forma habitual.

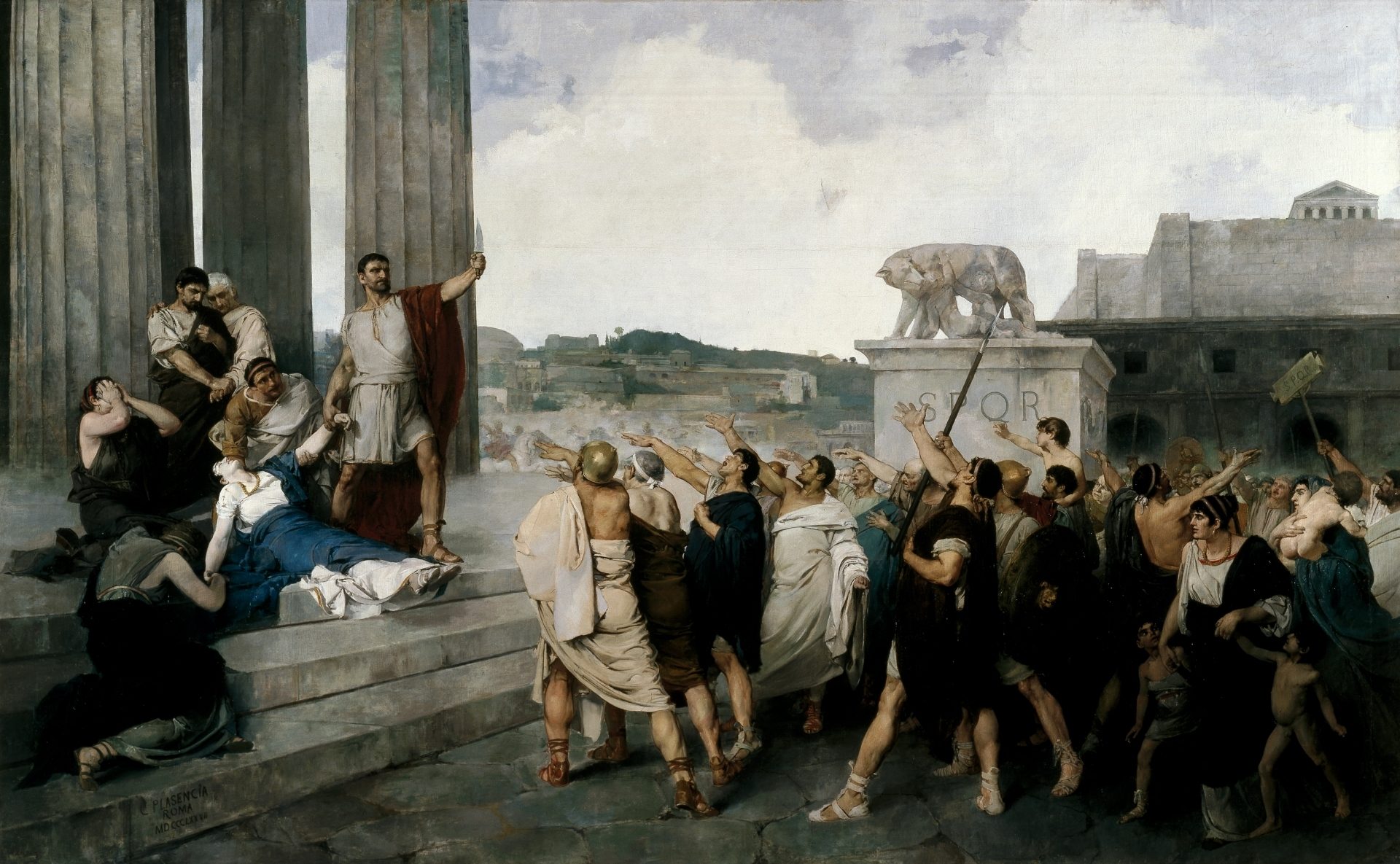
El origen de la República romana, obra de Casto Plasencia (1877), conservado en el Museo del Prado. La pintura muestra el momento en el que Lucio Junio Bruto muestra el cadáver de Lucrecia exigiendo venganza contra el rey de Roma, lo que supuso el nacimiento de la República.

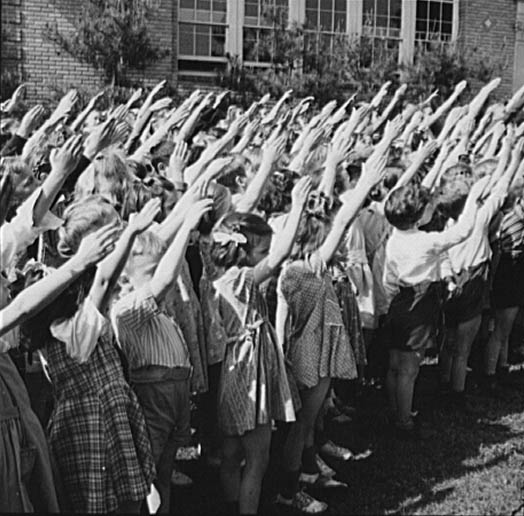
Saludo Bellamy, versión estadounidense del saludo romano que se hacía durante el Juramento de Lealtad, prohibido en 1942.

El «saludo romano» apareció en motivos pictóricos a partir del siglo XVIII, cuando en pleno auge de la Ilustración los intelectuales y filósofos revaloraron las instituciones tradicionales de la antigua República Romana y entre ellas le dieron al supuesto «saludo romano» un significado cívico o heroico.
Un ejemplo de ello aparece en las pinturas de estilo neoclásico del francés Jacques-Louis David, como Juramento del Juego de Pelota de 1792, donde se muestra a los revolucionarios franceses haciendo el saludo romano o el Juramento de los Horacios de 1784, presentando con este mismo gesto a un episodio legendario de Roma. Inclusive en 1810, en pleno régimen de Napoleón Bonaparte, David pintó por encargo gubernamental La distribución de las águilas mostrando al propio Napoleón I entregando estandartes con figuras de águilas a los regimientos del ejército francés, cuyos soldados realizan el saludo romano. Estas pinturas de David inspiraron posteriores ilustraciones a lo largo del siglo XIX en toda Europa, mostrando nuevamente el «saludo romano» como elemento solemne, aunque en situación de servir como señal de juramento antes que un saludo propiamente dicho.
Con este significado fue que el clérigo estadounidense Francis Bellamy logró que el gobierno de EE. UU. estableciera una versión del «saludo romano» como gesto de saludo en su Juramento de Lealtad a la bandera en 1892: el brazo extendido hacia el cielo, con una leve inclinación adelante, formando un ángulo agudo, denominado «saludo Bellamy».

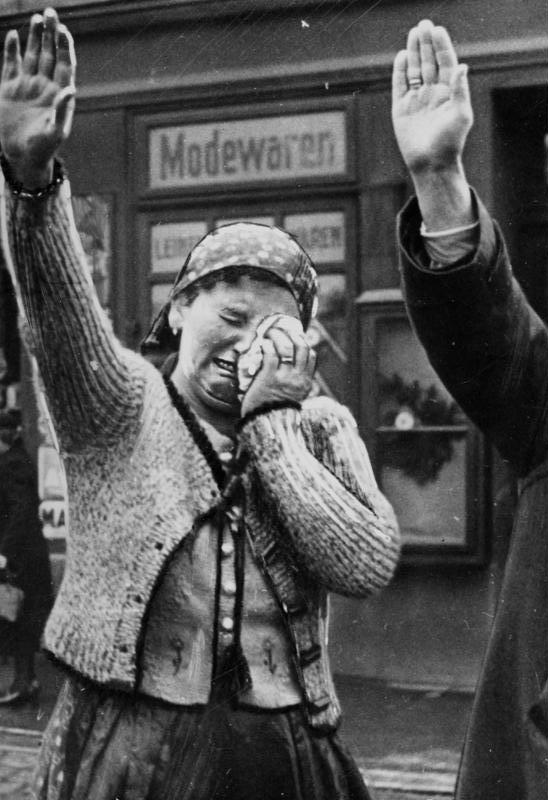
Mujeres saludan el paso de soldados nazis durante la Anschluss en octubre de 1938.

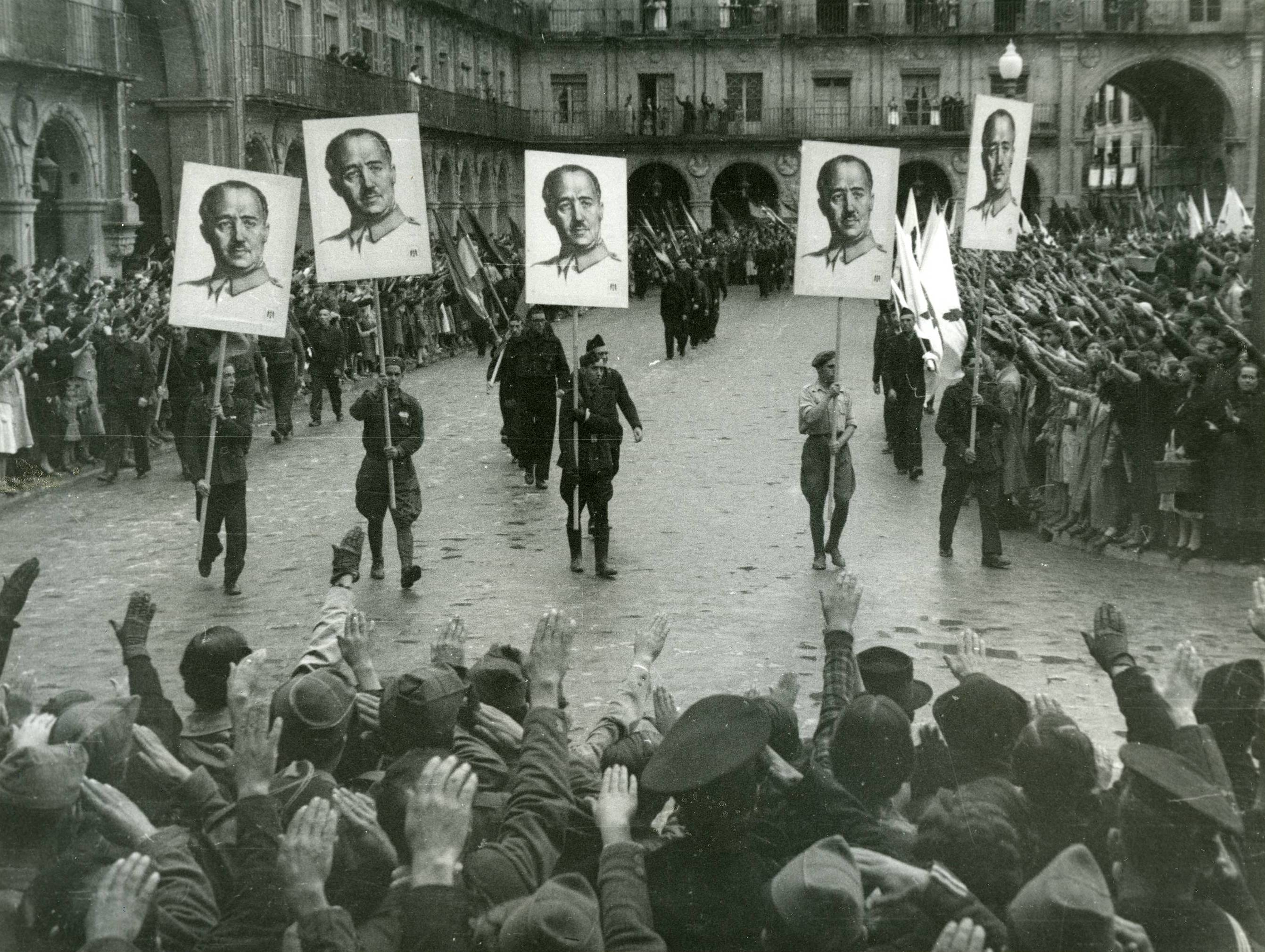
Manifestación de apoyo al Generalísimo Franco en la Plaza Mayor de Salamanca con motivo de la toma de Gijón (octubre de 1937) durante la guerra civil española.

El significado político del saludo surgió en septiembre de 1919, cuando un grupo armado de 2000 italianos, dirigidos por el poeta Gabriele D'Annunzio, tomó por asalto la ciudad de Fiume (actual Rijeka en Croacia) y estableció allí un gobierno ultranacionalista que reclamaba la anexión de Fiume a Italia y adoptaba ideas típicamente fascistas, utilizando el «saludo romano» para identificarse. Semejante acción sirvió para inspirar a Benito Mussolini, líder del fascismo italiano, quien aprobaba las ideas de D'Annunzio y luego adoptó dicho «saludo romano» como elemento distintivo de sus seguidores. El gesto mismo servía para la propaganda fascista a efectos de asociar al régimen mussoliniano con la recuperación de las tradiciones del Imperio romano, tomando como modelo a este.
Después de 1922, Mussolini instruyó al Partido Nacional Fascista de Italia para exigir que el «saludo romano» sea utilizado obligatoriamente por sus seguidores y luego por toda la población italiana en señal de adhesión al régimen. El «saludo romano» sirvió entonces como modelo para el saludo nazi usado posteriormente por Adolf Hitler y sus seguidores en Alemania, y también como modelo para la dictadura franquista en España. La similitud entre el saludo romano y el «saludo Bellamy» causó que el gobierno de los EE. UU. prohibiese este a partir del año 1942.

## En la actualidad

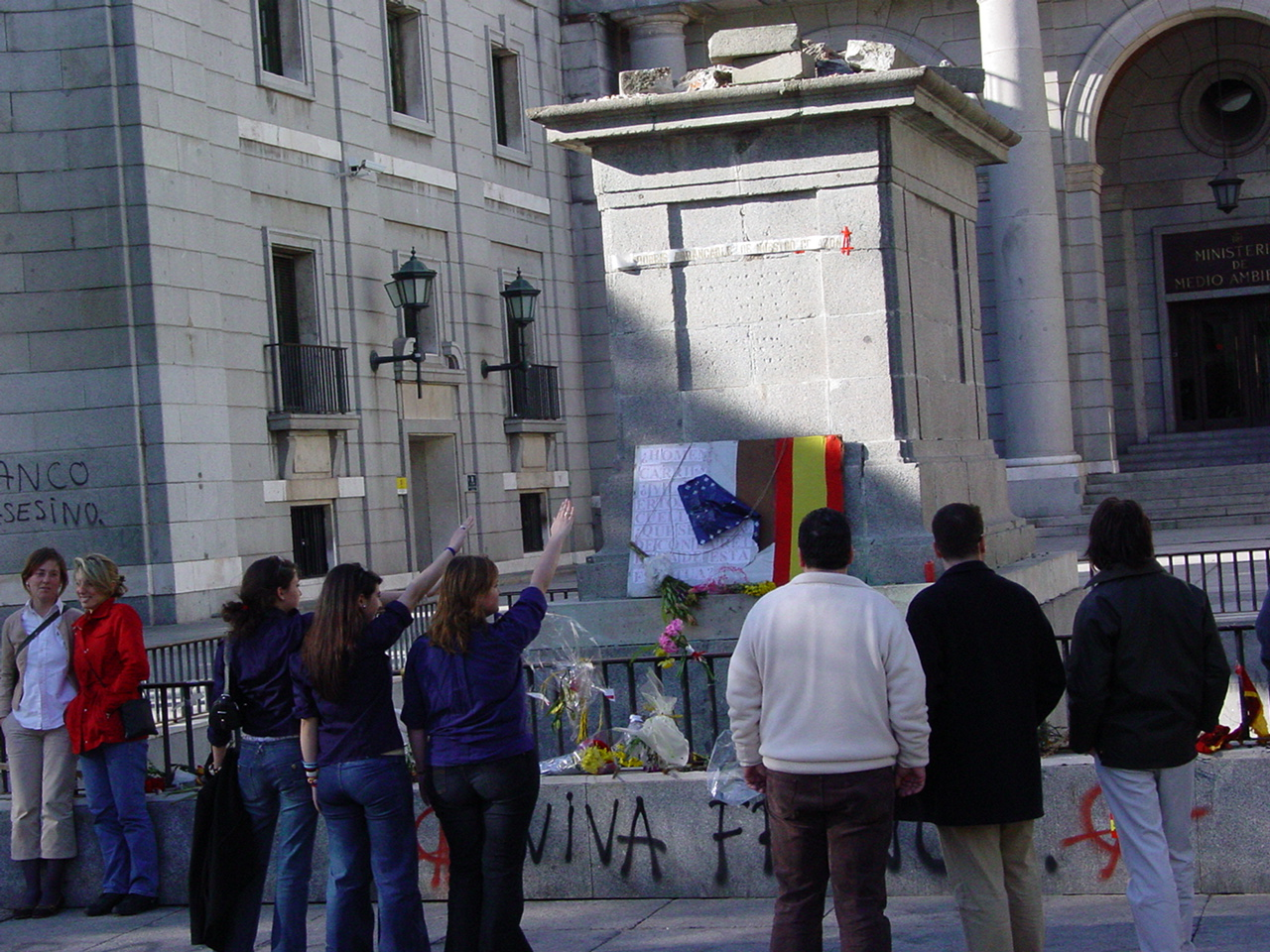
Simpatizantes neofranquistas realizan el saludo fascista ante el pedestal de la Estatua Ecuestre de Franco de Madrid tras ser retirada en marzo de 2005.

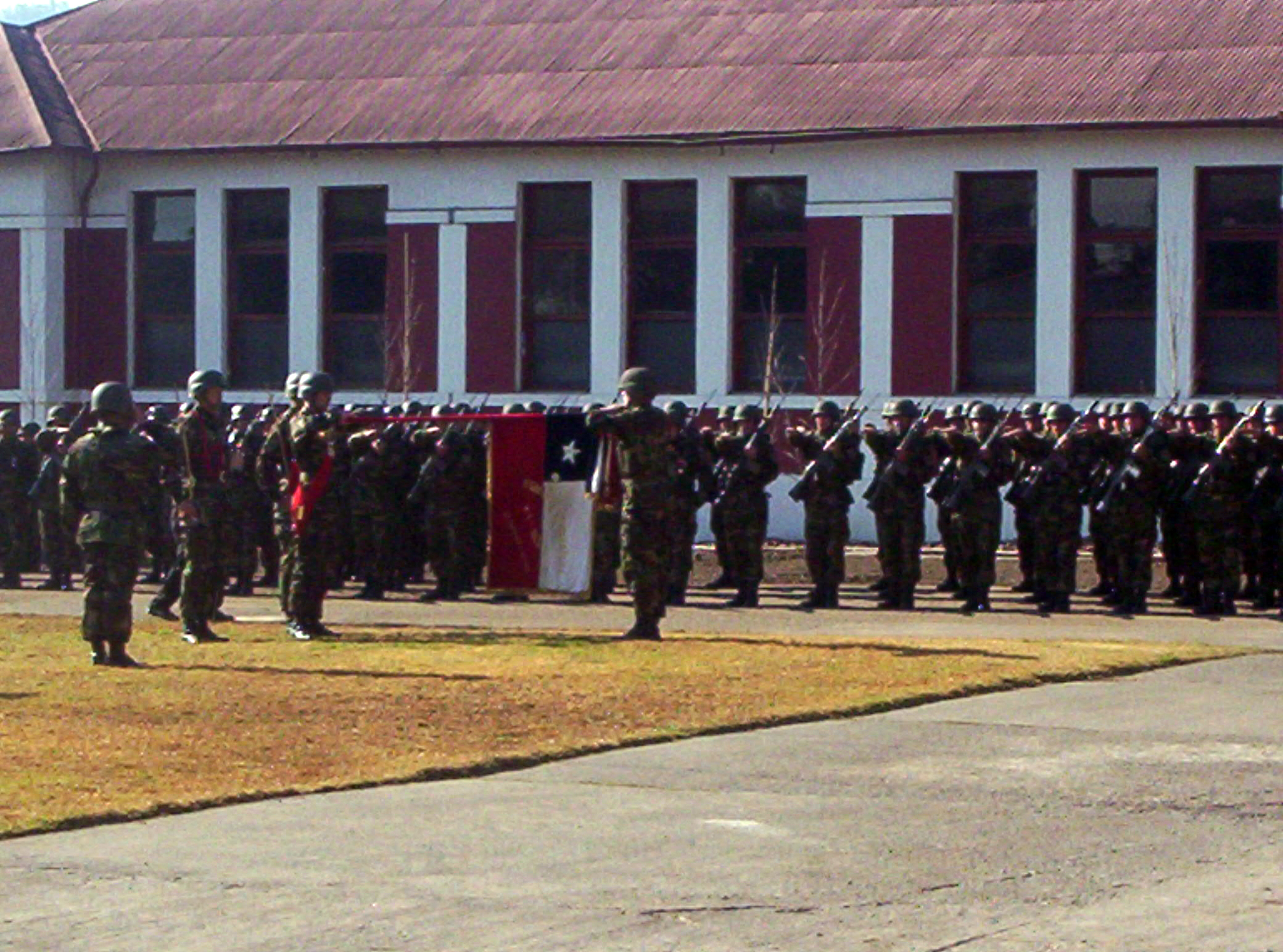
Soldados chilenos hacen el juramento a la bandera con su brazo casi horizontal

Tras la Segunda Guerra Mundial, el saludo romano quedó fuertemente asociado con las ideas del fascismo, nazismo y franquismo, por lo cual su utilización fue rechazada en casi todo el mundo, inclusive en países que lo habían adoptado por mantener relaciones amistosas con el Eje, como España, donde el régimen de Francisco Franco dejó de emplear oficialmente el saludo romano poco después de 1945. No obstante, los falangistas lo han seguido utilizando hasta el siglo XXI.
En el siglo XXI, suele usarse por parte de grupos neonazis, neofascistas y neofranquistas.
Actualmente en Italia, el «saludo romano» está prohibido por ley desde el 20 de junio de 1952, reiterada en 1993, pero solo se considera infracción cuando se usa para «realizar manifestaciones exteriores de carácter fascista». Puede ser castigado con un máximo de seis meses de cárcel y multas. Recientemente el futbolista italiano Paolo Di Canio causó gran controversia el año 2005 cuando usó el saludo romano para dirigirse a los hinchas del club Società Sportiva Lazio al terminar varios partidos de la Primera División del fútbol italiano.
El saludo romano es empleado en el cine para las películas ambientadas en el Imperio romano como Ben Hur, Quo Vadis? o Espartaco.
Se utiliza el saludo romano durante el juramento a la bandera en algunos países como Chile y México. En Estados Unidos se realiza el saludo Bellamy, que en sus inicios era similar al saludo romano, en todos los casos el brazo elevado a la misma altura que el hombro. Al llegar la Segunda Guerra Mundial este saludo generaba confusiones con el saludo fascista, por lo que en 1942 el Congreso de los Estados Unidos modifica el saludo con la mano sobre el corazón de principio a fin del juramento.